# Ab urbe condita (libro)
Ab urbe condita (literalmente, «Desde la fundación de la ciudad») es una obra monumental escrita por Tito Livio que narra la historia de Roma desde su fundación, fechada en el 753 a. C. por Marco Terencio Varrón y algunos investigadores modernos. El libro fue escrito por Tito Livio (59 a. C.-17 d. C.) y frecuentemente se cita como Historia de Roma o Historia de Roma desde su fundación. Los primeros cinco libros se publicaron entre los años 27 a. C. y 25 a. C.

## Plan de la obra
Originalmente escrito en 142 libros, solo 35 han sobrevivido hasta nuestros días. El primer libro comienza con el desembarco de Eneas en la península itálica y la fundación de Roma por Rómulo y Remo y termina con la elección de Lucio Junio Bruto y Lucio Tarquinio Colatino como cónsules en el año 502 a. C. (según la cronología de Tito Livio; Varrón lo data en el año 509 a. C.). Los libros II a X cuentan la historia de la República romana hasta las guerras samnitas y los libros XXI a XLV narran la segunda guerra púnica y el final de la guerra contra Perseo de Macedonia.
Los restantes libros están preservados por un índice sumario del siglo IV, llamado Periochae, salvo los libros CXXXVI y CXXXVII. Sin embargo, ese índice no partió del texto original de Tito Livio, sino de una edición posterior que se ha perdido. Hay un índice similar en un papiro encontrado en la ciudad egipcia de Oxirrinco (que hoy se encuentra en el Museo Británico), que recoge el contenido de los libros XXXVII a XL y XLVIII a LV. Sin embargo, se trata de un documento dañado e incompleto.
Los libros XLVI a LXX tratan la época hasta la Guerra Social de 91 a. C. El libro LXXXIX incluye la dictadura de Sila en 81 a. C. y el libro CIII contiene una descripción del primer consulado de Julio César. El libro CXLII termina con la muerte de Druso el Mayor en 9 a. C.
Mientras que los primeros diez libros abarcan un periodo de más de 500 años, una vez que Tito Livio comenzó a escribir sobre el siglo I a. C., dedicó casi todo un libro a cada año.
Entre sus páginas se encuentra la primera ucronía conocida: Tito Livio imaginó el mundo si Alejandro Magno hubiera iniciado sus conquistas hacia el oeste y no hacia el este de Grecia.

## Valor y conservación
La colección es vital para muchas descripciones, retratos, historias y otros proyectos referentes al Reino y a la República de Roma. Aunque se trata de una obra con un cierto sesgo, contiene muchas referencias a fuentes y presenta una historia general de Roma en un buen estilo literario que facilita su comprensión y su lectura. Sin embargo, se ha cuestionado a menudo la fiabilidad de la obra, puesto que Tito Livio era un romano y sus relatos muchas veces parecen tender a glorificar a su propio pueblo. A pesar de ello, los libros son de un incalculable valor, puesto que reflejan las reacciones de los propios habitantes de la antigua Roma ante los acontecimientos históricos, sus intereses y sus diversas costumbres y tradiciones. Otras fuentes, como Las vidas de los doce césares de Suetonio, suelen coincidir con Tito Livio cuando tratan periodos de tiempo que estuvieron cubiertos por la Historia de Roma.
A finales del siglo IV, los políticos Virio Nicómaco Flaviano y Apio Nicómaco Dexter produjeron una edición corregida de la obra de Tito Livio. Todos los manuscritos de los primeros diez libros de Ab urbe condita que se copiaron durante la Edad Media, parten de este manuscrito único, gracias al cual han sobrevivido los libros.

## Bibliografía

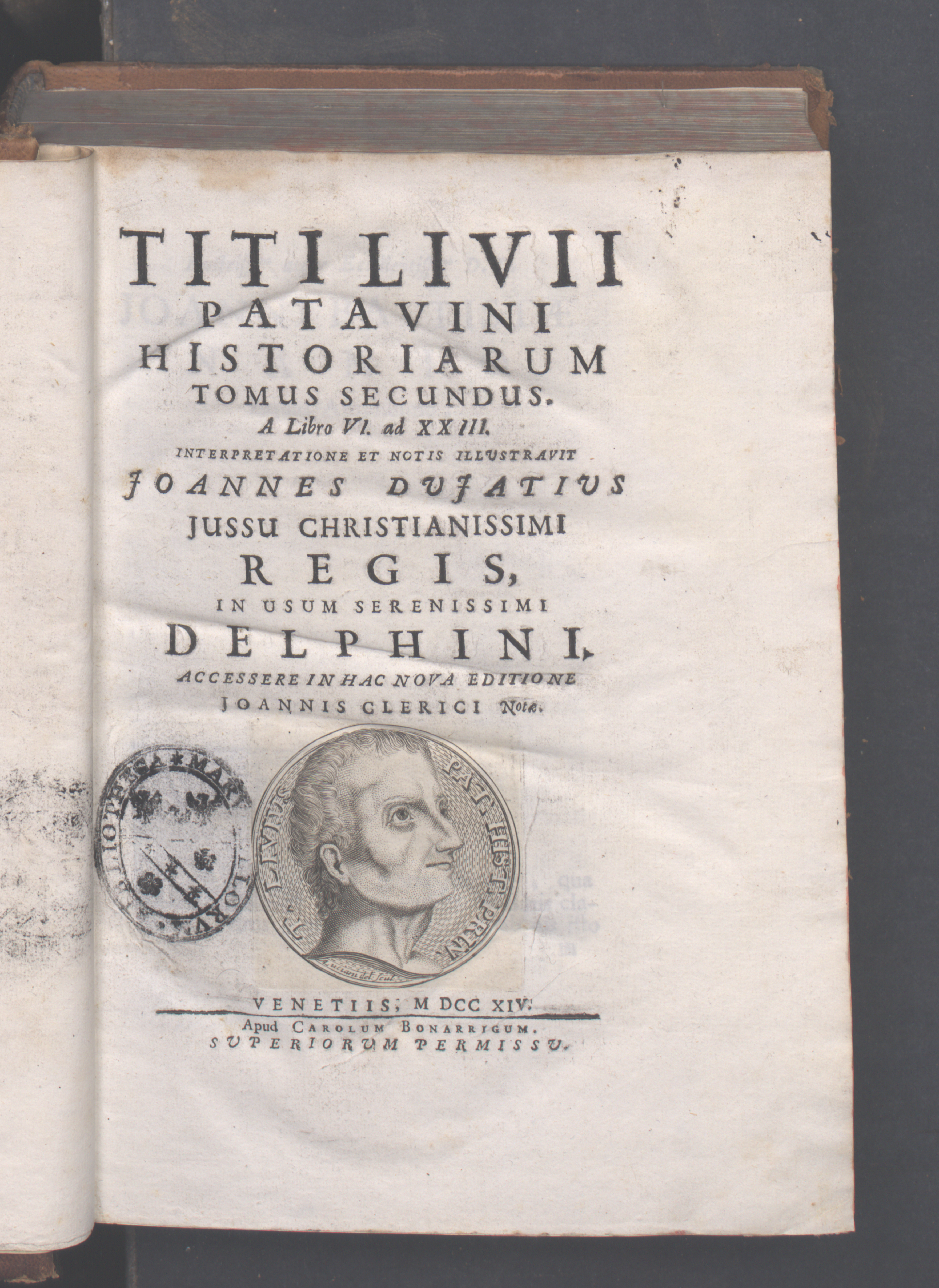
Ab urbe condita, 1714